# Pacific-Western-Airlines-Flug 314
Der Pacific-Western-Airlines-Flug 314 (Flugnummer: PW314) war ein planmäßiger Inlandsflug der kanadischen Fluggesellschaft Pacific Western Airlines vom Flughafen Edmonton zum Flughafen Castlegar mit Zwischenlandungen auf dem Flughafen Calgary und dem Cranbrook/Canadian Rockies International Airport. Am 11. Februar 1978 kam es auf diesem Flug zum Flugunfall einer Boeing 737-275 mit dem Luftfahrzeugkennzeichen C-FPWC. Die Maschine musste eine eingeleitete Landung auf dem Flughafen Cranbrook abbrechen und einen Fehlanflug durchführen, da auf der Landebahn unerwartet ein Schneeräumfahrzeug aufgetaucht war. Bei dem Fehlanflug kam es zum Kontrollverlust und Absturz. Bei dem Unfall kamen 42 Menschen ums Leben, nur 7 überlebten.

## Flugzeug und Insassen
Bei dem verunglückten Flugzeug handelte es sich um eine Boeing 737-275, die zum Zeitpunkt des Unfalls 7 Jahre und 10 Monate alt war. Die Maschine wurde im Werk von Boeing auf dem Boeing Field im Bundesstaat Washington montiert und absolvierte am 24. April 1970 ihren Erstflug, ehe sie im Mai desselben Jahres neu an Pacific Western Airlines ausgeliefert wurde. Das Flugzeug trug die Werksnummer 20142, es handelte sich um die 253. Boeing 737 aus laufender Produktion. Die Maschine wurde mit dem Luftfahrzeugkennzeichen C-FPWC zugelassen. Das zweistrahlige Schmalrumpfflugzeug war mit zwei Triebwerken des Typs Pratt & Whitney JT8D-9A ausgestattet.
Es befanden sich 44 Passagiere und 5 Besatzungsmitglieder an Bord.

## Unfallhergang
Der Flug verlief bis zum Anflug auf den Cranbrook/Canadian Rockies International Airport ohne besondere Vorkommnisse. Auf dem Flughafen schneite es zum Zeitpunkt des Unfalls, die Sichtweite betrug 1200 Meter. Die Maschine war um 12:32 Uhr in Calgary abgeflogen, der Flug sollte 23 Minuten dauern, diese Flugdauer wurde an den Flughafen Cranbrook übermittelt. Der dortige Flughafen war nicht überwacht, es gab keine Luftaufsicht, die den Flugverkehr kontrollierte. Stattdessen wurden durch eine "Aeroradio"-Station lediglich Wetterdaten übermittelt und Hinweise erteilt.
Es schneite auf dem Flughafen und ein Schneepflug räumte die Start- und Landebahn. Die Aeroradio-Station teilte dem Fahrer des Schneepflugs mit, dass die Boeing 737 um 13:05 Uhr landen würde. Es war vereinbart worden, dass sich die Besatzung der Boeing meldet, sobald sie das Funkfeuer "Skookum" überfliegt, was einem Zeitraum von etwa sieben Minuten entsprochen hätte. Um 12:45 Uhr kontaktierte die Besatzung das Aeroradio in Cranbrook und erhielt aktuelle Daten zur Wetterlage und dem Zustand der Landebahn. Um 12:47 Uhr teilte die Funkstelle in Cranbrook den Piloten mit, dass Schneeräumarbeiten durchgeführt werden.
Nachdem die Besatzung die Information zu den laufenden Schneeräumarbeiten erhalten hatte, setzte sie keine weiteren Funksprüche an das Aeroradio in Cranbrook ab und ließ die Maschine um 12:55 Uhr ca. 240 Meter hinter der Landebahnschwelle zur Landung aufsetzen. Als die Piloten das auf der Landebahn befindliche Schneeräumfahrzeug erblickten, aktivierten sie zunächst die Schubumkehr, entschieden sich jedoch im nächsten Moment für ein Durchstarten. Die Maschine überflog die Landebahn in einer Höhe von 50 bis 70 Fuß (ca. 15–20 Meter) und flog dabei auch über das Schneeräumfahrzeug hinweg.
Die Piloten verstellten die Auftriebshilfen von 40 auf 15 Grad. Die Schubumkehrschaufeln waren bei der Landung ausgefahren worden, die rechte fuhr beim Durchstarten wieder ein, während die linke nicht vollständig einfuhr. Auch das Fahrwerk blieb ausgefahren. Sechs Sekunden vor dem Aufprall befand sich die Maschine etwa 1,5 Kilometer von der Landebahnschwelle entfernt, als das linke Seitenruder für einen Moment bewegt wurde. Das Flugzeug neigte sich daraufhin steil nach links und stürzte dann aus einer Höhe von 300 bis 400 Fuß (90–120 Meter) links neben der Landebahn zu Boden. Die Maschine wurde durch den Aufschlag und das anschließende Feuer völlig zerstört.

## Ursache
Versuche bei Boeing ergaben, dass die Maschine zu kontrollieren gewesen wäre, wenn ein Triebwerk vollen Schub erhalten hätte, während das andere sich im Leerlauf befunden hätte. Im vorliegenden Fall erhielt ein Triebwerk jedoch vollen Schub, während das andere durch die aktivierte Schubumkehr die Maschine einseitig bremste, was zum Kontrollverlust und Absturz führte. Die Schubumkehr des linken Triebwerks fuhr nicht vollständig ein, weil beim Abheben die Hydraulik dafür automatisch gekappt wurde. 
Das Durchstartmanöver wäre geglückt, wenn die Schubumkehrschaufeln des linken Triebwerks eingefahren gewesen wären.